# Báculo

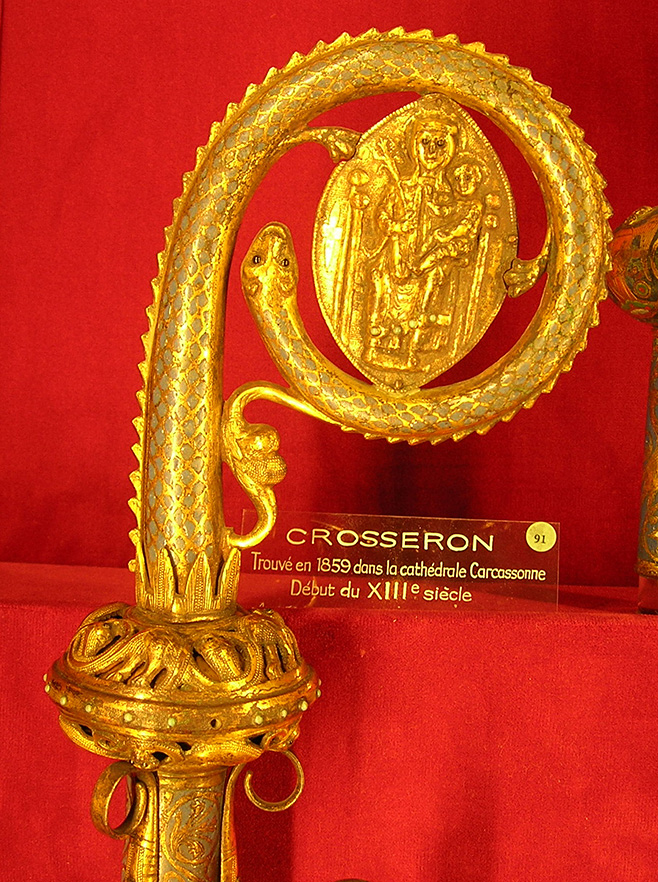
Báculo episcopal, início do séc. XIII, museu de Cluny

Um báculo, em sentido lato, é um tipo de cajado usado pelos pastores para se apoiarem ao andar e para conduzirem o gado. Muitas vezes tem a extremidade curva para segurar a rês pela perna.
No sentido restrito, refere-se a um bordão usado pelos dignitários da Igreja Católica, simbolizando o seu papel de pastores do rebanho divino. Com a mitra, constitui uma das principais insígnias dos bispos.

## Liturgia
Na liturgia da Missa, apenas Prelados com caráter episcopal (Bispos, Arcebispos, Patriarcas e Cardeais) o podem portar. É usado nas procissões, na leitura do Evangelho e na administração dos Sacramentos, desde que não haja necessidade da imposição das mãos. O Papa no lugar do báculo usa a férula papal , que indica sua jurisdição universal. Os usos na liturgia são os mesmos. Seu formato lembra um báculo de um pastor de ovelhas; Sua cabeça curva serve para puxar a ovelha para junto de seu rebanho e sua extremidade pontuda serve para atacar e ferir o lobo. Assim é o báculo de um Bispo: Como sucessor dos apóstolos, sua função é unir seu rebanho de fiéis e defendê-los do maligno.

## Outros significados
- No sentido anatómico, refere-se ao osso-do-pénis.
- No sentido botânico, refere-se à folha imatura do feto (pteridófita) que tem a forma curva do báculo episcopal.